# Tsouglag Gawéi Wangpo
Pawo Rinpoché
Tsouglag Teundroup Tsouglag Tcheukyi Gyelpo
Tsouglag Gawéi Wangpo (1719-1781) est le 7e Pawo Rinpoché, un tulkou important de la lignée karma-kagyu. 

## Biographie
En 1758, il supervisa la restauration du stupa de Swayambunath, renforçant les liens avec le Népal.